# Ocyptamus
Ocyptamus is een vliegengeslacht uit de familie van de zweefvliegen (Syrphidae).

## Soorten
- O. antiphates (Walker, 1849)
- O. coerulea (Williston, 1891)
- O. costata (Say, 1829)
- O. cubana (Hull, 1943)
- O. dimidiatus (Fabricius, 1781)
- O. diversifasciatus (Knab, 1914)
- O. fascipennis (Wiedemann, 1830)
- O. fuscipennis (Say, 1823)
- O. gastrostactus (Wiedemann, 1830)
- O. jactator (Loew, 1861)
- O. lemur (Osten Sacken, 1877)
- O. lineata (Macquart, 1846)
- O. parvicornis (Loew, 1861)